# Планинско морско прасе
Планинско морско прасе или планинско заморче (Cavia tschudii) је врста глодара из породице морских прасића или заморчића (Caviidae).

## Распрострањење
Ареал врсте покрива средњи број држава. Присутна је у следећим државама: Аргентина, Перу, Боливија и Чиле.

## Станиште
Станишта врсте су шуме и травна вегетација.

## Угроженост
Ова врста је наведена као последња брига, јер има широко распрострањење и честа је врста.